# Cantón de La Bastide-de-Sérou
El cantón de La Bastide-de-Sérou era una división administrativa francesa, que estaba situada en el departamento de Ariège y la región de Mediodía-Pirineos.

## Composición
El cantón estaba formado por trece comunas:
- Aigues-Juntes
- Allières
- Alzen
- Cadarcet
- Durban-sur-Arize
- La Bastide-de-Sérou
- Larbont
- Montagagne
- Montels
- Montseron
- Nescus
- Sentenac-de-Sérou
- Suzan

## Supresión del cantón de La Bastide-de-Sérou
En aplicación del Decreto n.º 2014-174 de 18 de febrero de 2014, el cantón de La Bastide-de-Sérou fue suprimido el 22 de marzo de 2015 y sus 13 comunas pasaron a formar parte del nuevo cantón de Couserans-Este.